# Safiya Zaghloul
Safiya Zaghloul, (in arabo صفية زغلول‎?,  ‘’’Umm al-Misriyyin’’’ (la madre degli egiziani) o ‘’’Sayedat Bayt al-Umma”” (la signora della casa della nazione) (Il Cairo, 16 giugno 1876 – Il Cairo, 12 gennaio 1946), è stata una personalità carismatica della politica del primo ‘900 in Egitto, leader d’ Al-Wafd delle Donne.

## Vita

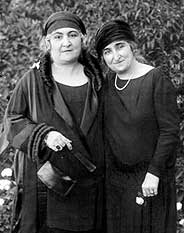
Safiya Zaghloul (a destra) con Hodā Shaʿrāwī, una delle egiziane femministe più note.

Nata Safiya Moustafa Fahmy Hanim, era figlia del settimo Primo Ministro d’Egitto Moustafa Fahmy Pascià,  aristocratico turco e figura politica di rilievo. Nel 1896, ad appena venti anni, sposò il leader politico Sa'd Zaghlul Pascià, (1859-1927), fondatore del partito rivoluzionario Al-Wafd nel 1919.
Partecipò attivamente alla vita politica del paese, diventando una delle figure femminili più rilevanti della storia moderna egiziana. Durante la Rivoluzione Egiziana del 1919, capeggiò la “Manifestazione delle Signore”, in cui oltre 500 donne velate scesero in piazza a reclamare i propri diritti civili, per la prima volta nella storia del mondo arabo. 
Il museo storico Bayt al-Umma, nel centro del Cairo, comprende il Mausoleo di Saad e Safiya Zaghloul e il loro palazzo.

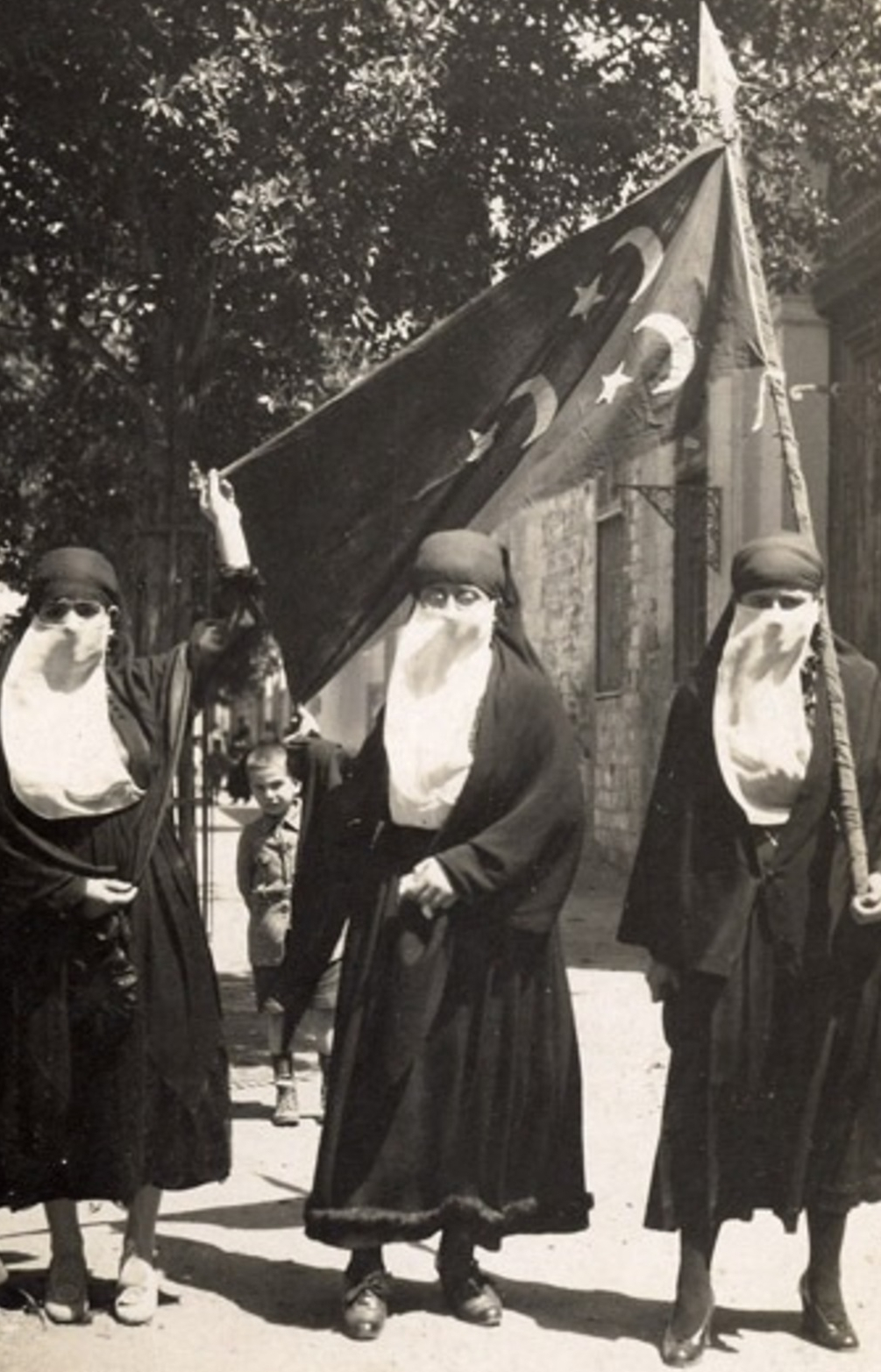
Manifestazione femminile del 1919 al Cairo.